# Ванија Фернандес
Ванија Софија Олим Мароте де Рибеиро Фернандес (порт. Vânia Sofia Olim Marote de Ribeiro Fernandes; Фуншал, 25. септембар 1985) је португалска певачица. Представљала је Португал на Песми Евровизије 2008. године у Београду, са песмом „Богињо мора“ (порт. Senhora do Mar).